# Sự tích con thạch sùng
Xin xem các mục từ khác có tên tương tự ở Thạch Sùng (định hướng)
Sự tích con thạch sùng là truyện cổ tích dân gian kể về một nhân vật nghèo khổ bỗng phát tài giàu có, khi chết hoá làm con thạch sùng.

## Tóm tắt nội dung
Có hai vợ chồng một người nghèo khó tên là Thạch Sùng, sống bằng nghề ăn xin và góp nhặt được một số vốn. Một hôm có một đạo sĩ bảo Thạch Sùng rằng nhìn điềm trời đoán biết sẽ mưa lụt to. Thạch Sùng liền đem hết tiền để mua gạo. Tháng Tám năm ấy trời làm một trận lụt lớn, làm giá gạo tăng vọt. Thạch Sùng đem số gạo tích trữ của mình ra bán, trở nên giàu có và thôi nghề ăn xin.
Thạch Sùng trở thành một phú ông, lại nhờ tài buôn bán và cho vay lãi, gia tài của ông ngày càng lớn, và mua được địa vị, vua phong tước cho ông tước quận công.
Em hoàng hậu họ Vương cũng là tay cự phú và tiêu tiền phí vào bậc nhất, khi gặp Thạch Sùng trong một bữa tiệc hai bên đều muốn khoe của. Ai cũng khoe mình nhiều tiền của và tự cho mình là giàu hơn. Các quan thấy vậy bèn nói:
Hai ngài cãi nhau như thế không ích gì cả. Cần phải có chứng cớ thì chúng tôi mới tin. Hai ngài hãy trưng của cải ra cho chúng tôi xem. Ai thua phải nộp cho bên được mười thúng vàng. Chúng tôi sẽ làm chứng cho...
Hai bên nhận lời và ký vào giấy giao ước, nếu ai thua cuộc thì mất toàn bộ gia sản. Hai bên mang đủ thứ tài sản trong nhà ra khoe: gấm vóc, sừng tê, ngói thủy tinh, đá lát nhà, san hô, ngựa thiên lý, ngọc, bạc, vàng... Vẫn không ai chịu kém ai.
Hoàng hậu lo cho em mình thua cuộc, có phái mấy viên hoạn quan nhiều mưu trí đi theo để giúp sức bày kế cho Vương Khải nên thách Thạch Sùng đưa ra mẻ kho.
Vì mẻ kho là thứ nồi đất mẻ mà chỉ nhà nào cùng khổ lắm mới dùng để nấu thức ăn, mà lúc đó Thạch Sùng đã quá giàu có, bỏ đi từ lâu không dùng nữa, không có nên đành thua cuộc.
Thạch Sùng cay đắng nhìn thấy tất cả gia sản cho đến vợ con, nàng hầu, nô tỳ... đều chạy sang tay họ Vương, ông tắc lưỡi tiếc cho cơ nghiệp tự tay mình gây dựng trong bao năm đến nay lại hoàn tay trắng. Rồi ông chết, hồn hóa thành con thạch sùng. Thỉnh thoảng thạch sùng lại chắt lưỡi kêu lên mấy tiếng chép miệng vì tiếc của.